# SVAR
SVAR, Svensk arkivinformation, est un département des Archives nationales suédoises, créé en 1984 et qui a repris les activités de l'Université d'Umeå et des Archives nationales de Härnösand, avant d'être absorbé par les Archives nationales. La mission de SVAR était de rendre les documents d'archives accessibles au public sous forme numérique. Le SVAR était basé à Ramsele, dans la municipalité de Sollefteå. Les unités qui existaient auparavant à Junsele, Näsåker et Sollefteå ont été transférées à Ramsele.

## Mission
La mission principale du SVAR était de microfilmer, scanner et numériser les documents d'archives des Archives nationales et des archives nationales. Contrairement aux pays voisins, l'accès aux documents d'archives numérisés du gouvernement suédois nécessitait un abonnement, mais le site web des Archives nationales suédoises/SVAR est librement accessible et entièrement financé par les impôts depuis le 1er février 2018, conformément à une décision du Riksdag. Les frais d'abonnement n'étaient auparavant exonérés que pour les écoles et les bibliothèques.
SVAR a numérisé et publié des documents d'archives suédois, qui sont utilisés pour la généalogie en ligne, ainsi que pour la recherche et l'enseignement. La SVAR a distribué des CD et des DVD publiés par sa propre maison d'édition ainsi que par la Société généalogique suédoise, tels que Population de la Suède en 1880, 1890, 1900, 1970, 1980 et 1990, Livre des morts de Suède et Enterrés en Suède. La SVAR a également publié et distribué de la littérature.

## Site web
Sur le site web du SVAR, les recensements de Suède étaient disponibles sous forme de bases de données consultables.
Le site web du SVAR comprend les recensements de Suède sous forme de bases de données consultables, pour 1860 (uniquement le comté de Jämtland), 1870 (uniquement les comtés de Norrbotten et Västerbotten), 1880, 1890 (les comtés forestiers sont librement accessibles en ligne), 1900 et 1910 (pas encore finalisés pour l'ensemble du pays). Le recensement de 1930 est scanné sur le site web mais n'est pas entièrement indexé dans une base de données consultable. Les archives paroissiales (registres des ménages/paroisses, registres des migrations, registres des naissances et registres des décès) sont disponibles sur le site web sous la forme de documents numérisés pour toutes les paroisses suédoises depuis la fin du XVIIe siècle jusqu'en 1895. Pour certaines paroisses, il existe des registres paroissiaux et des registres des décès numérisés jusqu'en 1942 et des registres des migrations jusqu'en 1980.